# 圣樊尚勒帕吕埃勒
圣樊尚勒帕吕埃勒（法語：Saint-Vincent-le-Paluel，法語發音：[sɛ̃ vɛ̃sɑ̃ lə palɥɛl]）是法国多尔多涅省的一个市镇，属于萨拉拉卡内达区。

## 地理
圣樊尚勒帕吕埃勒（44°53'31"N, 1°17'9"E）面积6.86 平方千米，位于法国新阿基坦大区多爾多涅省，该省份为法国西南部内陆省份，是法國本土面积第三大的省，大致对应佩里戈尔地区，北起顺时针与夏朗德省、上维埃纳省、科雷兹省、洛特省、洛特-加龙省、吉倫特省和滨海夏朗德省接壤。
与圣樊尚勒帕吕埃勒接壤的市镇（或旧市镇、城区）包括：圣纳塔莱娜、萨拉拉卡内达、卡尔萨克-阿亚克、佩里戈尔地区卡尔维亚克、普拉德卡尔吕。

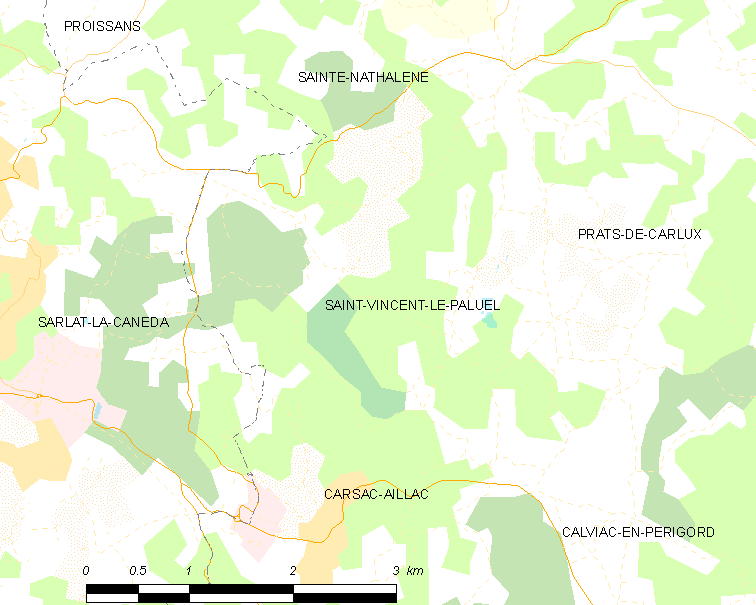
圣樊尚勒帕吕埃勒的OSM定位图

圣樊尚勒帕吕埃勒的时区为UTC+01:00、UTC+02:00（夏令时）。

## 行政
圣樊尚勒帕吕埃勒的邮政编码为24200，INSEE市镇编码为24512。

## 政治
圣樊尚勒帕吕埃勒所属的省级选区为萨拉拉卡内达县。

## 人口

1962-2008年间圣樊尚勒帕吕埃勒人口变化图示

圣樊尚勒帕吕埃勒于2022年1月1日时的人口数量为293人。